# 安第斯巴洛克

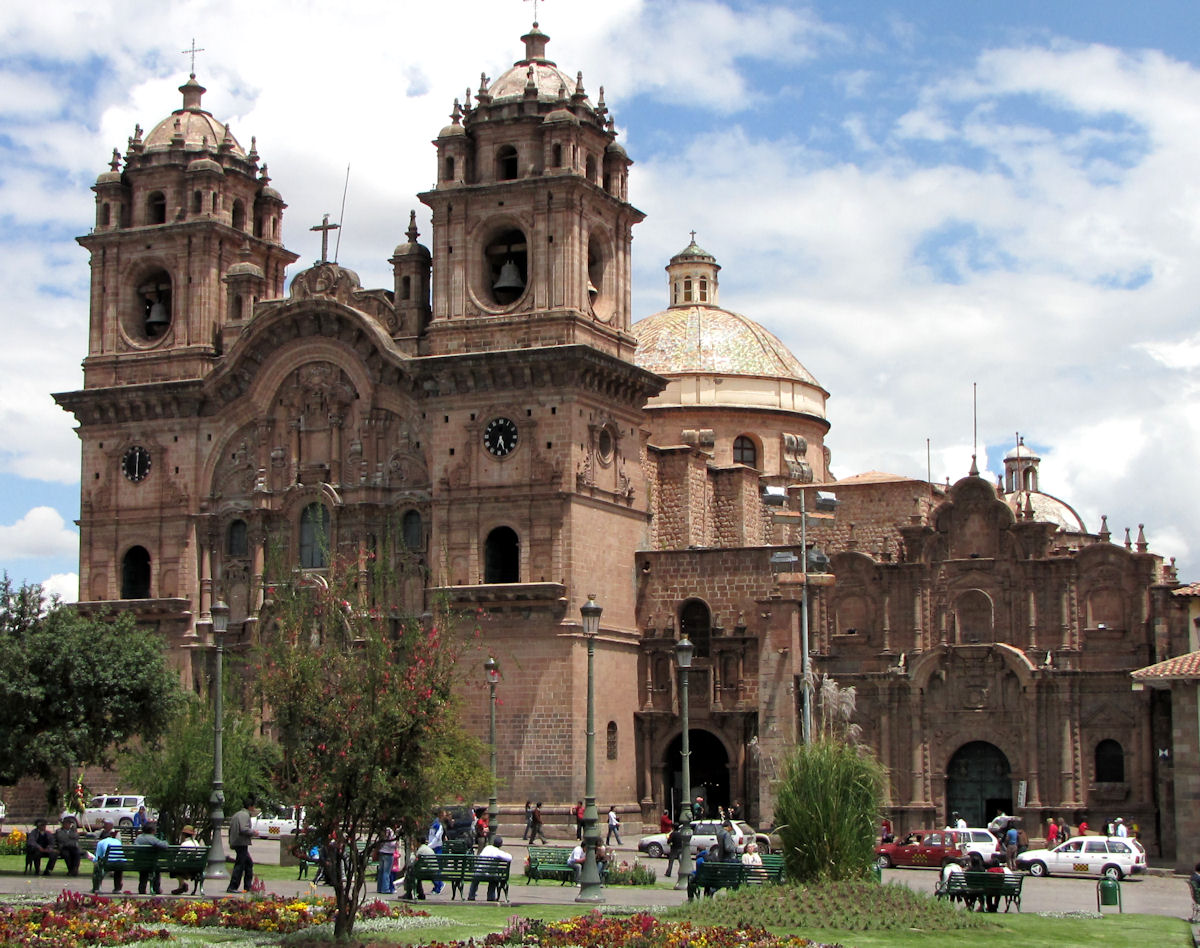
库斯科耶稣会教堂

安第斯巴洛克风格（西班牙语：Barroco andino或arquitectura mestiza）是17和18世纪在秘鲁殖民地出现的一种艺术运动。發源地位于现在秘鲁的阿雷基帕和的的喀喀湖之间，該地区出现了不少比例得宜，并融合了印加帝國风格装饰的建筑精品。

## 延伸阅读
- 使命复兴式建筑